# Eerste expeditie naar Palembang
De eerste expeditie naar Palembang, Sumatra was een strafexpeditie van het Koninklijk Nederlandsch-Indisch Leger in 1819. Vanaf 1639 had het Nederlands-Indisch gouvernement een handelsverdrag met de sultan aldaar en beschikte men over een met militaire bezetting versterkte factorij, en een burgerlijk bestuur te Palembang. Tot 1811 betaalde de sultan een schatting in natura bestaande uit landbouwproducten en tin, dat op het eiland Banka werd gedolven.

## Voorgeschiedenis
In het begin van de 19e eeuw was Sultan Mahmud Badaruddin II vorst van Palembang. In voorbereiding op plannen van het gouvernement van Brits-Indië om hun invloed uit te breiden, werd de sultan net als andere hoofden in de archipel, bezocht door de Engelse gezant Thomas Stamford Raffles. Deze had als taak, de trouw van de vorsten aan de Nederlandse overheid te peilen en bij voorkeur hen aan te sporen met Nederland te breken en zich daarna bij de Engelsen aan te sluiten. De sultan van Palembang streefde echter naar onafhankelijkheid, breken met Nederland maar niet aansluiten bij Engeland.

Zich daarvoor sterk genoeg achtend, betrad hij in 1811 na een list met zijn gewapend gevolg het terrein van de factorij. Hij liet de bezetting van 110 man inschepen op een aantal kleine vaartuigen en wekte de indruk hen naar Java te zullen brengen. Aan de monding van de Soengsang werden ze overvallen en vermoord op bevel van de sultan of zijn zoon. Nu de Nederlanders weg waren en de Engelsen nog niet gearriveerd, beschouwde de sultan zich onafhankelijk en leverde geen tin meer uit de mijnen van Banka. Dit laatste was reden voor een Engelse expeditie naar Palembang onder generaal Gillespie, waarop de sultan naar het binnenland vluchtte. De Engelsen riepen zijn jongere broer tot sultan uit en sloten een contract met hem waarin werd bepaald dat Banka en Billiton en enkele andere eilandjes aan de Engelsen werden afgestaan.  De Engelse resident die in Palembang werd benoemd, slaagde er vervolgens in te onderhandelen met de vorige sultan. Hij herstelde hem in zijn positie te Palembang waarbij deze aan een aantal voorwaarden moest voldoen. Het Engelse gouvernement op Java bleek het niet eens te zijn met het optreden van hun resident en herstelde de jongere broer weer als sultan. Het was bekend dat dit een zwakke persoonlijkheid was en hij werd mogelijk gezien als een geschikte marionet. In augustus 1814 kwam Palembang en omgeving bij Engels-Nederlands verdrag weer onder Nederlands gezag. Engeland behield het gezag over het ten westen daarvan gelegen Benkoelen.
In 1816 werd een klacht ontvangen van de Engelse resident van Benkoelen, dat de inwoners van Palembang het Britse gebied schonden om er slaven te roven. De jonge sultan werd door het Nederlands-Indisch bestuur ter verantwoording geroepen maar deze ontkende de grieven.
Het Nederlands gouvernement achtte hem eigenlijk ongeschikt om als vorst over Palembang aan te blijven, reden waarom commissaris Herman Muntinghe in juni 1818 naar Palembang werd gestuurd. Deze bracht een aantal grensdistricten waarover de sultan heerste, onder direct Nederlands gezag. Nu was men beter in staat om tegen mensenroof en slavenhandel vanuit Palembang in Benkoelen op te treden. Inmiddels was de bekende Engelse diplomaat Thomas Stamford Raffles in maart 1818 benoemd tot Engelse gouverneur van Benkoelen. Er ontstonden geschillen tussen hem en het Nederlands bestuur te Palembang over de uitleg en uitvoering van onderdelen van het verdrag van 1814. Raffles liet op zeker moment door een gezant een brief bij de jonge sultan van Palembang bezorgen die vervolgens een contract sloot met de Britse gezant. Hoewel het contract geheim gehouden werd voor Muntinghe (die Raffles goed kende), was de aanwezigheid van de Britse delegatie in het paleis van de sultan (de kraton) duidelijk zichtbaar. Toen de sultan nog een tweede bezoek ontving van een Engelse commissaris, werd hij samen met zijn zonen en een aantal vrienden naar Java verbannen.

## Opstand van de sultan
Begin 1819 was commissaris Muntinghe vier maanden naar de Palembangse bovenlanden vertrokken om regelingen met de Engelsen te treffen inzake grensconflicten. De jonge sultan zat op Java; de oude sultan greep zijn kans en nam de kraton weer in bezit. In tegenstelling tot zijn jonge broer was dit een sterke persoonlijkheid die nog altijd aanzien genoot onder inlandse hoofden en voorzien was van gewapende volgelingen. In juni 1819 kwam het enkele dagen tot gevechten tussen de sultan en Nederlands-Indische troepen die op de tegenoverliggende rivieroever bivak hadden gemaakt. De troepen van de sultan voerden vanuit de kraton beschietingen uit op het garnizoen en op twee oorlogsschepen.
Een poging om het paleis van de sultan in te nemen mislukte, de Nederlandse troepen moesten zich terugtrekken op Bangka en wachten op versterkingen. Oorlogsschepen vatten post aan de monding van de Soengsang. Muntinghe ging naar Java voor overleg en er werd besloten om een eskader landingstroepen onder bevel van schout-bij-nacht Wolterbeek naar Palembang te zenden.

## Eerste militaire expeditie
Op 22 augustus 1819 vertrok de expeditie van Batavia. Ze bestond uit vijf oorlogsschepen en drie transportschepen. Eind augustus verbleef de vloot enige dagen op de rede van Muntok op het eiland Bangka waar nog extra troepen aan boord kwamen. De troepensterkte beliep 68 officieren en 1432 manschappen. Men beschikte naast het scheepsgeschut over 14 stuks artillerie. Hier werden verdere voorbereidingen getroffen en ook acties op Banka uitgevoerd. Deze waren zowel gericht tegen zeerovers alsook tegen een versterking te Bangakota, aangelegd door Palembangse opstandelingen. Midden september bevonden de meeste schepen zich in de monding van de Soengsang of Musi-rivier en begin oktober voer de vloot de rivier op. Het passeren van zandbanken in de riviermonding had tijd gekost waarbij ook gewacht moest worden op springtij. 
Op 20 oktober was Wolterbeek met zijn schepen het eiland Gombora en Peladjoe met de daar aanwezige versterkingen genaderd. Gedurende enkele dagen vonden beschietingen plaats tussen de schepen en de versterkingen die de sultan had laten aanleggen. De vloot moest voortdurend bedacht zijn op brandende houten huisjes die de sultanse troepen de rivier liet afdrijven. Deze waren royaal aanwezig, omdat veel mensen langs de rivieroevers in drijvende huizen woonden. 

Als gevolg van de beschietingen vielen aan de kant van het expeditieleger 29 doden en 60 gewonden. Het aantal slachtoffers bij de tegenpartij is niet bekend, maar wordt lager geschat wegens de kwaliteit van hun stellingen en hun relatief veiliger positie. 
Het invallen van de natte moesson, en een groot aantal zieken op de schepen, vormden een belemmering om de expeditie te voltooien. In de rivier aangelegde paalwerken door de troepen van de sultan bleken lastig of onmogelijk te passeren zodat de schepen niet dicht bij de verdedigingswerken konden geraken. Het moerassige terrein met kreupelbos langs de oevers bleek zodanig ongeschikt voor een landing, dat Wolterbeek op 30 oktober besloot om de troepen te laten terugkeren naar Bangka en Batavia. Enkele oorlogsschepen bleven achter om de riviermonden te blokkeren.

De expeditie eindigde in een nederlaag voor het Nederlands-Indisch leger en twee jaar later zou een Tweede expeditie naar Palembang plaatsvinden.